# Втората гражданска война
„Втората гражданска война“ (на английски: The Second Civil War) е телевизионен филм от 1997 г., режисиран от Джо Данте.
Телевизионният филм е сатира на американското общество и политическа система, изправени пред проблема с имиграцията и интеграцията на етническите малцинства. Той разказва по циничен и гротесков начин произхода и еволюцията на една въображаема втора война за отделяне на щати от САЩ, причинена от много зле управлявана криза между щата Айдахо и правителството на Съединените щати.
Продуктът, първоначално създаден за кабелния канал HBO, след това е разпространен в кината в няколко европейски страни. Благодарение на този филм Бо Бриджис печели наградата за най-добра поддържаща мъжка роля в минисериал или телевизионен филм на наградите Еми през 1997 г. за ролята си на губернатора на Айдахо.

## Сюжет
В близко бъдеще Съединените щати ще бъдат мултиетническо общество, дестинация за бежанци и имигранти от цял свят, с последици, които някога са били невъобразими. Роуд Айлънд, например, става мнозинствен китайски щат поради масивна имиграция, предизвикана от ужасен глад в Китай; Лос Анджелис, разделен между чернокожи и латиноамериканци, има испаноговорещ кмет; щатът Алабама има губернатор от Индия; Тексас и град Лас Вегас сега са предимно испанци.
След индо-пакистанска война град Карачи е ядрено бомбардиран. Една година след изборите президентът на Съединените щати предлага да приеме някои от бежанците на американска земя, за да събере гласове от имигрантската пакистанска общност. Първият пътнически самолет, пълен със сираци от Пакистан, ще бъде предназначен за щата Айдахо, но неговият губернатор решава да затвори границите му, отказвайки да посрещне всяка група бежанци, заявявайки, че иска да защити „истинската идентичност на американския народ“. Човекът всъщност се интересува от гласовете на изолационистките и националистически общности, които са от решаващо значение в Айдахо, щат с няколкостотин хиляди жители.
Въпреки че губернаторът прави това изявление само с демонстративна цел, историята придобива сензационен отзвук поради масираната намеса на кабелната телевизия NN (пародия на CNN). Циничният телевизионен директор работи, за да постигне максимален медиен ефект от пристигането на бежанците, като тласка президента да заеме позиция срещу губернатора на Айдахо: след това в съгласие със своите съветници президентът дава на губернатора 72-часов ултиматум – след това намален до 67 часа и половина, за да не пречи на последния епизод на една много популярна сапунена опера.
Междувременно служителите на NN откриват, че Пентагонът започва подготовка за изпращане на военни части в граничната зона на Айдахо. Режисьорът решава да публикува новината, допринасяйки за повишаване на напрежението и карайки губернатора на Айдахо, който току-що е получил ултиматума, да въоръжи своята Национална гвардия и да я разположи за защита на границите. Ръководството на NN, винаги в опит да спекулира с кризисната ситуация, решава да изпрати пакистанските сираци точно във военно „най-горещата“ зона на границата, за да създаде жалка ситуация и да гарантира по-високи рейтинги. В това на телевизията помага и неправителствената организация, попечителска над децата, жадна за реклама.
Войските на Айдахо и САЩ, разположени от двете страни на границата, се командват от двама опитни офицери (съответно полковник и генерал), които страдат от силно лично съперничество, датиращо от нахлуването в Кувейт по време на Първата световна война. 
Както президентът, така и губернаторът на Айдахо изглежда не осъзнават напълно, че ситуацията излиза извън контрол. Губернаторът е погълнат от измъчената си любовна история с Кристина, журналистка от NN от мексикански произход, раздразнен от затварянето на границите за имигранти и от неуспеха на губернатора да обещае да напусне жена му, свеждайки я до ролята на любовница. Кристина иска да напусне Айдахо, за да коментира постоянната имиграция на мексиканци към южната граница на страната, но директорът на NN я принуждава да остане там, което още повече подклажда любовните тревоги на губернатора.
Докато нови войски се стичат към границата и Айдахо започва да обучава цивилна милиция, другите щати на Съюза също започват да бъдат засегнати от кризата и инциденти избухват почти навсякъде. Калифорния предлага подкрепата си на президента, само за да се окаже въвлечена в поредица от бунтове между испаноговорещата общност (за отваряне на границите) и афро-американската общност (против). Алабама също така гарантира подкрепа за президента, зад концесията на 1000 хектара федерална земя за изграждането на хиндуистки храмове. Испаноговорещата общност в Тексас унищожава останките от Форт Аламо, провъзгласявайки пълното отваряне на границите с Мексико. Общност на сиуксите, разположена точно на границата с Айдахо, се обявява за неутрална и не позволява на американските войски да преминат (включително конвоя с деца сираци); президентът отваря отново прохода, предлагайки на сиуксите разрешителни за изграждане на казино в Литъл Биг Хорн.
Докато губернаторът на Айдахо се отдава на нереалистични хипотези за отцепване по телевизията, докато чака изтичането на ултиматума, репортерите на NN откриват, че Националната гвардия на този щат получава подкрепления и от други щати, като Монтана и Уайоминг. След като новината беше оповестена публично, се оказа, че общо десет други щата в Съюза са на страната на Айдахо, включително Роуд Айлънд с китайско мнозинство, чийто губернатор (също китаец) публично обявява, че иска да затвори границите, защото вече не е в състояние да се справи с непрекъснатия поток от имигранти от Китай. Група терористи, подкрепящи затварянето на границите, взривява Статуята на свободата за една нощ, за да подчертае факта, че Съединените щати вече не са нация, отворена за имиграция.
Ситуацията се влошава, когато конвоят от сираци напразно се опитва да премине границата с Айдахо. Освен това в нощта преди изтичането на ултиматума избухва бунт сред правителствените войници: бунтът е потушен с кръвопролитие и е заснет на живо от камерите на NN, които показват на обществеността разстрелите на про-Айдахо бунтовнически войници.
В същото време губернаторът на Айдахо успява да се помири с Кристина, с която прекарва любовна нощ, която разсейва мислите, монополизирали вниманието му през последните няколко дни. След това губернаторът осъзнава изключителната тежест на създадената ситуация и обявява на Кристина намерението си да подаде оставка от поста си в реч, която ще произнесе публично един час преди крайния срок на ултиматума, като по този начин сложи край на кризата и откриване на номинацията за неговото наследяване. Журналистката разпространява новината неофициално сред колегите си от NN.
Трагично е, че преди уреченото време за речта, гласът достига до ушите на лобиста Бюкан, който в разгара на момента бърка „наследяване“ с „отцепване“ и докладва какво е разбрал на президента.
Президентът, въпреки че остават повече от два часа до изтичането на ултиматума, нарежда на американския генерал да атакува границата с Айдахо, предизвиквайки началото на Втората американска гражданска война. Екипът на NN започва да снима на бойното поле, а един от репортерите е сред първите загинали. Часове по-късно Джак Бюкан получава точна информация за истинските намерения на губернатора на Айдахо, но в съгласие със своите последователи, той неудобно решава да запази тази новина скрита от президента, за да избегне „да го обърка“, сега, след като е взел път на действие.
Филмът завършва с директора на NN, който наблюдава кадри от продължаващата война и се оплаква на своите сътрудници, че логото на мрежата липсва на кадрите. Докато се въртят титрите, гласът на говорител на NN съобщава, че след седмица на сблъсъци е установено примирие и границите на държавите са върнати към първоначалното статукво. Президентът подава оставка и последният епизод на сапунената опера Figli, bambini mia, отложен поради избухването на войната и излъчен наскоро, постигна максимален рейтинг в цялата страна.